# St. Anger
《St. Anger》는 미국 헤비메탈 밴드인 메탈리카의 여덟 번째 정규앨범이다. 원래 2003년 6월 10일 발매예정이었지만 불법 파일 공유와 음원유출을 우려해 2003년 6월 5일에 발매되었다. '빌보드 200'차트에서는 1위를 더불어 첫주에 30여개국에서 1위를 차지하였고 2004 그래미 시상식에서는 〈베스트 록/메탈 퍼포먼스〉상을 수상하였다. 
이 앨범에서 밴드 로고가 또 한번 바뀌게 되었고, 2008년 차기작에서 새로운 프로듀서를 고용함으로써 《St. Anger》는 《Metallica》앨범부터 함께 작업해오던 밥 락이 마지막으로 프로듀스한 메탈리카의 앨범이 되었다. 

## 앨범 제작 뒷 이야기
1986년부터 밴드의 멤버로 활동해오던 제이슨 뉴스테드가 2001년에 탈퇴하고, 이후 제임스 헷필드는 알콜중독 치료를 위해 재활시설에 들어가는 등 어수선한 상황에서 작업한 앨범이다. 작업할 당시에는 프로듀서인 밥 록이 작곡 참여와 베이스를 연주했다.
앨범 작업이 끝나고 오디션을 통하여 새로운 베이시스트 멤버를 찾고있었고, 결국 2003년 2월에 오지 오스본의 밴드 멤버로 있던 로버트 트루히요가 최종발탁되어 메탈리카의 정식 멤버가 되었다. 이렇게 밴드에 닥쳤던 위기, 새 앨범 작업과정과 베이시스트 오디션 과정, 라스 울리히가 메탈리카의 전 멤버였던 데이브 머스테인을 만나는 장면 등등은 다큐멘터리 형식으로 제작된 영화 Some Kind of Monster에 모두 수록되었다.

## 사운드 논란
이 앨범에서는 5년 만에 출시함에도 불구 신선하다는 평도 있었지만 주로 혹평이 많았다. 스네어드럼의 사운드의 튜닝이 전 앨범과 다르게 팽팽하게 되어 "깡통"을 두들기는 소리와 흡사한 사운드였고, 전 곡이 7-8분 되는 러닝타임에도 불구하고 상징적이었던 기타솔로가 전혀 없으며, 얼티너티브 형식처럼 반복구간이 너무 많다는 지적도 있었다.

## 기타 정보
앨범속에는 커버의 주먹 그림이 있는 배지, CD를 컴퓨터에 집어 넣으면 뜨는 화면에서 metallicavault.com 링크를 클릭하여 로그온 한 뒤, 메탈리카 뮤직 온라인 모든 섹션에서 승인을 받을 수 있는 비밀key가 적힌 종이, 멤버의 사진과 새로운 밴드 로고로 이루어져 있는 스티커가 포함되어 있다. 한국 라이센스판에는 哀以不悲라는 닉네임의 인물이 작성한 〈St.Anger for Evolution〉이라는 제목의 앨범 평론이 추가로 별지 첨부되어있다.

## 싱글 발매
1. St. Anger - 2003년 6월 23일
2. Frantic - 2003년 9월 22일
3. The Unnamed Feeling - 2004년 1월 12일
4. Some Kind of Monster - 2004년 7월 13일

## 앨범 수록곡
전체 작사·작곡: 제임스 헷필드, 라스 울리히, 커크 해밋, 밥 록
| #   | 제목                 | 재생 시간 |
| --- | -------------------- | --------- |
| 1.  | Frantic              | 5:50      |
| 2.  | St. Anger            | 7:21      |
| 3.  | Some Kind of Monster | 8:25      |
| 4.  | Dirty Window         | 5:26      |
| 5.  | Invisible Kid        | 8:30      |
| 6.  | My World             | 5:46      |
| 7.  | Shoot Me Again       | 7:10      |
| 8.  | Sweet Amber          | 5:27      |
| 9.  | The Unnamed Feeling  | 7:09      |
| 10. | Purify               | 5:13      |
| 11. | All Within My Hands  | 8:48      |

St. Anger Rehearsals DVD
- 로버트 트루히요 가입 이후 스튜디오 내에서 진행된 앨범 전곡의 리허설 라이브 영상을 담았다. 곡 순서는 앨범의 순서와 동일하다.

## 참여
이 목록은 해당 앨범의 부클릿에서 발췌하였다.
| 메탈리카 - 제임스 헷필드– 보컬, 리듬 기타 - 커크 해밋 – 리드 기타, 백 보컬 - 라스 울리히 – 드럼 음악인 - 밥 록 - 베이스 기타 - 로버트 트루히요 – 베이스, 백 보컬 (앨범 녹음 시에는 메탈리카 멤버가 아니었고, 오디션에서 통과한 뒤부터 St. Anger 리허설 DVD와 각종 뮤직비디오에 같이 출연.) 스탭 - 밥 록, 메탈리카 - 프로듀서 - Bob Rock - 녹음, 믹싱 - Mike Gillies, Eric Helmkamp - 보조 - Mike Gillies - 디지털 기술 - Vlado Meller(Sony 스튜디오) - 마스터링 - 메탈리카 - 앨범 디자인 - Pushead - 커버 일러스트레이터 - Anton Corbijn - 사진 - Production design by Brad Klausen - Matt Mahurin - St. Anger 일러스트, 제임스 헷필드, 커크 해밋 이미지 - Forhelvede Productions - 라스 울리히 이미지 - Pascal Brun, Comenius Röthlisberger(Team Switzerland) - 로버트 트루히요 이미지 - Q Prime Inc. - 매니지먼트 | St. Anger 리허설 DVD - Wayne Isham - 감독 - Dana Marshall - 프로듀서 - Greg Rodgers, Gary Rodgers - 에디터 - Alex Poppas - 촬영 기술 - Jean Pellerin, Mike Hatchet, Dave Hatchet, Colin Mitchell, Ryan Smith, Nick Pectol - 카메라 - Logan Lebo - 조명 기술 - Paul Owen - 모니터 - Scott Cunningham - 프로덕션 매니저 - Connie Isham - 스크립트 - Jean Pellerin, Tracy Loth - 추가 기술 - Jason Bridges - 보조 |